# Грузевич, Александр Степанович
Александр Степанович Грузевич (укр. Олександр Степанович Грузевич, рожд. 4 февраля 1973) — бригадный генерал Вооружённых сил Украины, заместитель начальника штаба Командования Сухопутных войск Вооруженных сил Украины, участник российско-украинской войны.

## Биография
В 2016-2019 годах был командиром 53-й отдельной механизированная бригады.
По состоянию на 2022 год — заместитель начальника штаба Командования Сухопутных войск Вооруженных сил Украины.

## Воинские звания
- Полковник
- Бригадный генерал (14.10.2020)[3]

## Награды
- Орден Богдана Хмельницкого II степени (2022) — за личное мужество и самоотверженные действия, проявленные в защите государственного суверенитета и территориальной целостности Украины, верность военной присяге[4]
- Орден Богдана Хмельницкого III степени (2016) — за весомый личный вклад в укрепление обороноспособности Украинского государства, мужество, самоотверженность и высокий профессионализм, проявленные во время боевых действий и при исполнении служебных обязанностей[5]